# Биконти
Биконтите (Bikonta - „две камшичета“) са група на еукариотите, при които клетката има две камшичета.
Някои изследвания показват, че Unikonta (еукариотна клетка с едно камшиче) е прародител на Opisthokonta (животни, гъби, и свързаните с тях форми) и Amoebozoa, a Bikonta е прародител на Archaeplastida (растения и сродни), Excavata, Rhizaria и Chromalveolata. Томас Кавалиър-Смит е предложил, че Apusozoa, които обикновено се считат за incertae sedis, са всъщност Bikonta.
Връзките в рамките на Bikonta са все още неясни. Кавалиър-Смит групира Excavata и Rhizaria в Cabozoa, а Archaeplastida и Chromalveolata в Corticata, но поне едно друго проучване предполага, че Rhizaria и Chromalveolata представляват общ клон.
Друга обща черта на Bikonta е сливането на два гена в една транскрипционна единица: гените за тимидилат синтаза (ТС) и дихидрофолат редуктаза (DHFR) кодиращи един протеин с две функции.
Двата гена се транскрибират отделно в Unikonta.

## Класификация
- Супергрупа Apusozoa
- Супергрупа Rhizaria
- Супергрупа Excavata
- Супергрупа Archaeplastida
- Супергрупа Chromalveolata